# Thomas (tramhalte)
Thomas is een Brusselse tramhalte van de MIVB in het uiterste westen van de gemeente Schaarbeek, vlak bij het Noordstation. De halte ligt aan de Vooruitgangstraat en de Koninginnelaan, maar is genoemd naar de Philippe Thomaslaan, een zijstraat van de Vooruitgangstraat.
De halte kan gezien worden als de noordelijke verlenging van de noord-zuidverbinding; alle trams van die premetroverbinding stoppen na/voor het Noordstation ook in Thomas (behalve tramlijn 4, die het Noordstation als eindhalte heeft). De halte is nu verspreid over drie perrons. Vroeger stopten de meeste trams in de tunnel onder de sporen (richting Liedts), maar onder meer om het veiligheidsgevoel te verhogen stoppen de trams nog slechts in één richting in de tunnel, omdat er buiten de tunnel geen plaats is om een voldoende breed perron te bouwen.
De omgeving van de tramhalte is vrij arm en enigszins verwaarloosd. Dit vormt een schril contrast met de hoogbouw van de Noordruimte, een paar honderd meter verderop.

## Plaatsen en straten in de omgeving
- De Vooruitgangstraat en Koninginnelaan
- De Noordruimte

Boondaal Station · 
Brazilië · 
Marie-José · 
Solbos · 
ULB · 
Johanna · 
Buyl · 
Roffiaen · 
Etterbeek Station · 
VUB · 
Arsenaal · 
Pétillon · 
Boileau · 
Montgomery · 
Georges Henri · 
Diamant · 
Meiser · 
Vaderland · 
Weldoeners · 
Wijnheuvelen · 
Robiano · 
Lefrancq · 
Liedts · 
Thomas · 
Noordstation · 
Rogier